# Публије Атински
Свештеномученик Публије је био прејемник у епископству Дионисија Ареопагита у Атини. Као епископ мучен је од неверника и посечен у II веку. 
Српска православна црква слави га 13. марта по црквеном, а 26. марта по грегоријанском календару.